# Gibbocerambyx
Gibbocerambyx is een kevergeslacht uit de familie van de boktorren (Cerambycidae). De wetenschappelijke naam van het geslacht werd voor het eerst geldig gepubliceerd in 1923 door Pic.

## Soorten
Gibbocerambyx omvat de volgende soorten:
- Gibbocerambyx aureovittatus Pic, 1923
- Gibbocerambyx aurovirgatus (Gressitt, 1939)
- Gibbocerambyx fulvescens (Gahan, 1894)
- Gibbocerambyx maculicollis (Matsushita, 1933)
- Gibbocerambyx unitarius Holzschuh, 2003